# CoRoT-5b
CoRoT-5bはCoRoT-5の周囲を公転している太陽系外惑星である。かつてはCOROT-Exo-5bと呼ばれていた。2008年にCOROTミッションによって最初に報告され、ドップラー分光法によって確認された。

## 特徴
質量は木星の半分程度であるが、半径は木星よりも若干大きいと報告されている。